# 古屋暢一
古屋 暢一（ふるや よういち、1981年8月11日 - ）は、日本のタレント、俳優、元ジャニーズJr.。埼玉県新座市出身。元Power M所属。身長178cm。血液型はA型。

## 来歴・人物
1993年にジャニーズ事務所に入所し、ジャニーズJr.として活動を開始。『3年B組金八先生』で俳優デビュー。特撮ドラマ『ウルトラマンティガ』のレギュラーを獲得し、ヤズミ・ジュン隊員（続編『ウルトラマンダイナ』では主任）を演じる。映画『Summer Nude』で主演を務め、注目を浴びる。
その後ジャニーズ事務所を退所し、芸能事務所の株式会社フォローアップに所属。本格的に俳優としての活動を開始。近年は舞台『世界の中心で、愛をさけぶ』にも出演するなど、俳優の幅を拡げている。
2006年3月13日に芸能活動休業を宣言。3か月の充電期間に入った後、再度復帰。
2008年、「Power M」に正式所属するが、再度芸能活動を休止し、2011年から一般企業に就職した模様。
2013年、10月に結婚したことを発表。

## Jr.時代の参加ユニット
- J-Eleven
- 金八トリオ
- J2000

## 主な出演作品

### テレビドラマ
- ダブルマザー（1995年、CX）
- 3年B組金八先生（1995年 - 1996年、TBS） - 石田智樹 役
- KIRARA（1996年、ANB） - 朝井近平 役
- ウルトラマンティガ（1996年 - 1997年、MBS） - ヤズミ 役
- ウルトラマンダイナ（1997年 - 1998年、MBS） - ヤズミ・ジュン主任 役
- 炎の奉行 大岡越前守（1997年、TX） - 秋月数馬 役
- D×D 第8話「夏の終わりに天使の初恋」（1997年、NTV）
- うしろの百太郎（1997年、TX） - 百太郎 役
- はみだし刑事情熱系 第1話（1998年、ANB）
- ppoi - 花島田英達 役
- 必要のない人（1998年、NHK）
- 君といた未来のために（1999年、NTV） - アキラ 役
- 恋する日曜日セカンドシリーズ 第5話「魚」（2005年5月1日、BS-i） - 遠藤隼人 役
- 仮面ライダー電王（2007年9月30日、EX） - 山口 役
- ケータイ刑事 銭形海サードシリーズ 第5話「川渕浩探検隊シリーズ!〜海底洞窟の謎を追え!殺人事件〜」（2008年2月2日、BS-i） - 浜弘大 役

### 映画
- ウルトラマンティガ THE FINAL ODYSSEY（2000年） - ヤズミ・ジュン隊員 役
- Summer Nude（2003年） - 主演・プー 役
- 天使が降りた日「幸せになろうよ」（2005年） - 俊明 役

### 舞台
- リボンの騎士（2002年、演出：浦辺日佐夫）
- 誠〜ゆく年くる年Hello,X'mas（2002年、作・演出：今井雅之）
- LIVE ON 新撰組（2003年、演出：後藤ひろゆき）
- シンドバッドの大冒険2003〜魔神島の決戦（2003年）
- 村岡伊平冶伝（2003年、演出：木島恭）
- ナンバーエンド廻転ピープル（2004年、作・演出：飯塚健）
- 世界の中心で、愛をさけぶ（2005年）
- *pnish* vol.6 モンスターボックス（2005年）
- THE WINDS OF GOD 〜零のかなたへ〜（2009年）